# Прапор Лангедока-Руссійона
Прапор Лангедока-Руссійона — прапор регіону на півдні Франції, що межує з Іспанією.
Прапор складається з окситанського хреста та прапора Арагону. Однак він не використовується Регіональною радою Лангедок-Руссільйона, де використовуються прапори Окситанської Республіки та Корони Арагону.